# Projekt 671RTM Sjtjuka
Projekt 671RTM Sjtjuka (ryska: Щука (gädda), NATO-rapporteringsnamn Victor III-klass) är ubåtsklass utvecklad ur Projekt 671RT Sjomga. Det var den första verkligt tysta sovjetiska ubåtsklassen och den första att utrustas med släphydrofon.

## Utveckling
I väntan på de nya ubåtarna Projekt 945 Barrakuda och Projekt 971 Sjtjuka-B beslutades att vidareutveckla Projekt 671RT Sjomga för att så snabbt som möjligt kunna testa och dra nytta av de nya tekniker som utvecklats för dessa ubåtar.
Den viktigaste skillnaden mot tidigare var att turbiner och generatorer var monterade på vibrationsdämpande upphängningar som radikalt minskade ubåtens ljudnivå. Övriga förbättringar var den nya hydrofonsystemet Skat-KS, navigationssystemet Medveditsa och stridsledningssystemet Omnibus.

## Varianter

### Projekt 671RTM
Totalt 20 ubåtar tillverkades av den här modellen. Jämfört med sin föregångare Sjomga är skrovet förlängt med ca fem meter för att få plats med den avancerade ljuddämpande upphängningen för turbinerna. Skrovet som är täckt av ljuddämpande gummimaterial är delvis tillverkat av titanlegeringar vilket ökade maximala dykdjupet till 600 meter.
Den mest framträdande förändringen var införandet av en släphydrofon vars stora vinsch- och förvaringstrumma högst uppe på fenan är ett tydligt igenkänningstecken. Dess diameter på 3,5 meter var nödvändig eftersom den känsliga släphydrofonen inte kunde lindas hårdare utan att gå sönder.
Samtliga ubåtar avrustades i slutet av 1990-talet eller början av 2000-talet. Många av dem är fortfarande i reserv.

### Projekt 671RTMK
De sex sista ubåtarna (K-244, K-292, K-388, K-138, K-414 och K-448) utrustades med den icke-akustiska undervattenssensorn Kolos och eldledningssystemet Viking. Det sistnämnda är baserat på pirattillverkade Toshiba-datorer som Sovjetunionen fått tillgång till genom Toshiba–Kongsberg-affären. De har också möjlighet att avfyra kryssningsroboten S-10 Granat och torpeden VA-111 Sjkval.
K-224 avrustades 1996 och K-292 avrustades 2006, men övriga fyra är fortfarande i aktiv tjänst, samtliga i norra flottan.

## Incidenter

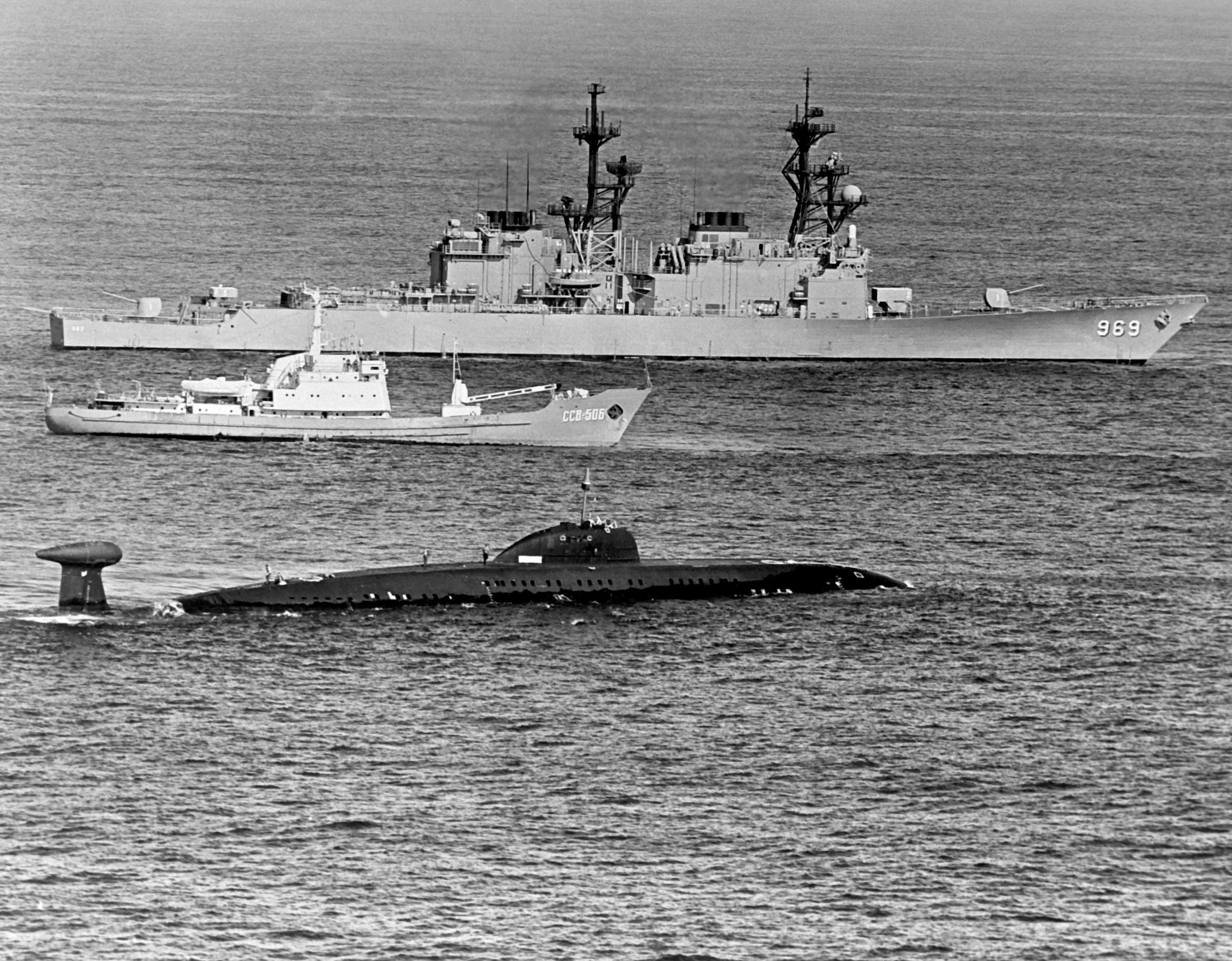
Jagaren USS Peterson bevakar ubåten K-324 och signalspaningsfartyget SSV-506 Nachodke.

I oktober 1983 patrullerade ubåten K-324 USA:s östkust och skuggade den amerikanska fregatten USS McCloy som utförde tester av den nya släphydrofonen TASS (Towed Array Surveillance System). Efter en oväntad manöver av McCloy körde K-324 in i släphydrofonen som fastnade i ubåtens propeller och gick av varvid 400 meter kabel med topphemlig amerikansk hydrofonutrustning blev hängande från K-324:s propeller.
Ubåten gick upp i ytläge för att försöka bärga kabeln och frigöra propellern, men aggressivt uppträdande av jagarna USS Peterson och Nicholson omöjliggjorde detta då de passerade mycket nära ubåten i sina försök att kapa kabeln genom att köra på den. Kapten Terechin beordrade att fartyget skulle förberedas för sprängning ifall amerikanerna skulle försöka borda ubåten. Under tio dagar bevakade jagarna ubåten som endast kunde röra sig mycket långsamt med hjälp av sina elektriska ”utombordare”. Först när fartyget Aldan anlände och kunde bogsera ubåten till Cienfuegos på Kuba avlägsnade sig jagarna. Hydrofonkabeln fördes till Sovjetunionen för undersökning.